# Çiçeklidere, Sumbas
Çiçeklidere là một xã thuộc huyện Sumbas, tỉnh Osmaniye, Thổ Nhĩ Kỳ. Dân số thời điểm năm 2010 là 1106 người.